# Collegio uninominale Friuli-Venezia Giulia - 04
Il collegio elettorale uninominale Friuli-Venezia Giulia - 04 è stato un collegio elettorale uninominale della Repubblica Italiana per l'elezione della Camera tra il 2017 ed il 2022.

## Territorio
Come previsto dalla legge elettorale italiana del 2017, il collegio era stato definito tramite decreto legislativo all'interno della circoscrizione Friuli-Venezia Giulia.
Era formato dal territorio di 86 comuni: Amaro, Ampezzo, Arba, Arta Terme, Artegna, Basiliano, Bertiolo, Bordano, Buja, Camino al Tagliamento, Cassacco, Castelnovo del Friuli, Cavasso Nuovo, Cavazzo Carnico, Cercivento, Chiusaforte, Clauzetto, Codroipo, Colloredo di Monte Albano, Comeglians, Coseano, Dignano, Dogna, Enemonzo, Fagagna, Fanna, Flaibano, Forgaria nel Friuli, Forni Avoltri, Forni di Sopra, Forni di Sotto, Frisanco, Gemona del Friuli, Lauco, Lestizza, Ligosullo, Magnano in Riviera, Majano, Malborghetto Valbruna, Martignacco, Mereto di Tomba, Moggio Udinese, Montenars, Moruzzo, Osoppo, Ovaro, Pagnacco, Paluzza, Pasian di Prato, Paularo, Pinzano al Tagliamento, Pontebba, Povoletto, Prato Carnico, Preone, Ragogna, Ravascletto, Raveo, Reana del Rojale, Resiutta, Rigolato, Rive d'Arcano, San Daniele del Friuli, San Vito di Fagagna, Sappada, Sauris, Sedegliano, Sequals, Socchieve, Sutrio, Tarcento, Tarvisio, Tolmezzo, Tramonti di Sopra, Tramonti di Sotto, Trasaghis, Travesio, Treppo Carnico, Treppo Grande, Tricesimo, Venzone, Verzegnis, Villa Santina, Vito d'Asio e Zuglio.
Il collegio era quindi compreso tra la provincia di Udine e la provincia di Pordenone.
Il collegio era parte del collegio plurinominale Friuli-Venezia Giulia - 01.

## Eletti
| Elezione | Elezione | Deputato      | Partito      |
| -------- | -------- | ------------- | ------------ |
|          | 2018     | Sandra Savino | Forza Italia |

## Dati elettorali

### XVIII legislatura
Come previsto dalla legge elettorale, 232 deputati erano eletti con sistema a maggioranza relativa in altrettanti collegi uninominali a turno unico.
| Candidati              | Candidati               | Voti    | %     | Liste                                | Voti    | %     |
| ---------------------- | ----------------------- | ------- | ----- | ------------------------------------ | ------- | ----- |
|                        | Sandra Savino ✔️ Eletto | 61 948  | 47,89 | Lega                                 | 39 894  | 30,84 |
| Forza Italia           | Sandra Savino ✔️ Eletto | 61 948  | 47,89 | 12 820                               | 9,91    |       |
| Fratelli d'Italia      | Sandra Savino ✔️ Eletto | 61 948  | 47,89 | 6 872                                | 5,31    |       |
| Noi con l'Italia - UDC | Sandra Savino ✔️ Eletto | 61 948  | 47,89 | 2 275                                | 1,76    |       |
|                        | Aulo Cimenti            | 29 351  | 22,69 | Movimento 5 Stelle                   | 29 351  | 22,69 |
|                        | Silvana Cremaschi       | 26 257  | 20,30 | Partito Democratico                  | 21 492  | 16,62 |
| +Europa                | Silvana Cremaschi       | 26 257  | 20,30 | 3 472                                | 2,68    |       |
| Italia Europa Insieme  | Silvana Cremaschi       | 26 257  | 20,30 | 792                                  | 0,61    |       |
| Civica Popolare        | Silvana Cremaschi       | 26 257  | 20,30 | 501                                  | 0,39    |       |
|                        | Carlo Pegorer           | 3 392   | 2,62  | Liberi e Uguali                      | 3 392   | 2,62  |
|                        | Serena Sant             | 1 957   | 1,51  | CasaPound                            | 1 957   | 1,51  |
|                        | Massimo Moretuzzo       | 1 902   | 1,47  | Patto per l'Autonomia                | 1 902   | 1,47  |
|                        | Maria Teresa Cazzaniga  | 1 061   | 0,82  | Italia agli Italiani                 | 1 061   | 0,82  |
|                        | Concetta Panarello      | 766     | 0,59  | Potere al Popolo!                    | 766     | 0,59  |
|                        | Davide Dalla Marta      | 745     | 0,58  | Il Popolo della Famiglia             | 745     | 0,58  |
|                        | Antonio Mulargia        | 669     | 0,52  | Partito Valore Umano                 | 669     | 0,52  |
|                        | Silvia Battigelli       | 371     | 0,29  | 10 Volte Meglio                      | 371     | 0,29  |
|                        | Francesco Bordino       | 280     | 0,22  | Siamo                                | 280     | 0,22  |
|                        | Vincenzo Senzatela      | 280     | 0,22  | Per una Sinistra Rivoluzionaria      | 280     | 0,22  |
|                        | Paola Pellegrini        | 174     | 0,13  | Lista del Popolo per la Costituzione | 174     | 0,13  |
|                        | Cosimo Perrone          | 107     | 0,08  | Blocco Nazionale per le Libertà      | 107     | 0,08  |
|                        | —                       | 86      | 0,07  | Rinascimento MIR                     | 86      | 0,07  |
| Totale                 | Totale                  | 129 346 | 100   |                                      | 129 346 | 100   |
|                        |                         |         |       |                                      |         |       |
| Voti non validi        | Voti non validi         | 5 367   | 3,98  |                                      |         |       |
| Votanti                | Votanti                 | 134 713 | 75,11 |                                      |         |       |
| Elettori               | Elettori                | 179 354 |       |                                      |         |       |